# Holopogon smithianus
Holopogon smithianus là một loài thực vật thuộc họ Orchidaceae. Đây là loài đặc hữu của Trung Quốc.